# Bolívar (staat)
Bolívar is een deelstaat van Venezuela, gelegen in het oosten van het land.

## Bestuur
De gouverneur van het gebied is Yulisbeth García (PSUV).

## Geografie
De oppervlakte van Bolívar beslaat ruim een kwart (26,25%) van heel Venezuela. Bolívar grenst aan de rivier de Orinoco, die o.a. door de hoofdstad Ciudad Bolívar stroomt.

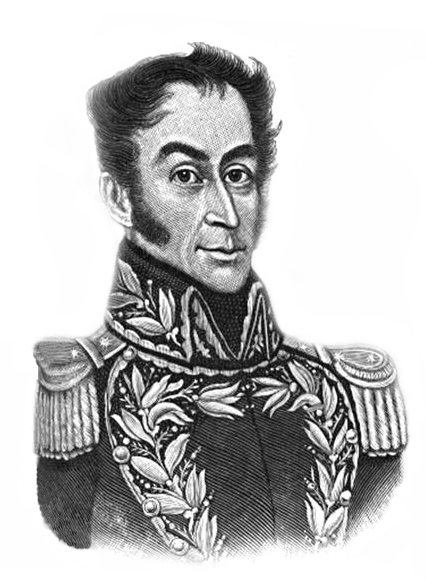
Simón Bolívar, naar wie de staat vernoemd is

## Geschiedenis
Vroeger was de hoofdstad Ciudad Bolívar ook de hoofdstad van het eenheidsrijk Groot-Colombia, tussen 1819 en 1821. Zowel de staat als de stad zijn vernoemd naar de Zuid-Amerikaanse bevrijder Simón Bolívar.

## Gemeenten
Bolívar telt, ondanks zijn grootte, slechts 11 gemeenten:
| Nr. | Gemeente          | Inwoners | Hoofdplaats           | Inwoners |
| --- | ----------------- | -------- | --------------------- | -------- |
| 1   | Angostura         | 57.097   | Ciudad Piar           | 51.967   |
| 2   | Caroní            | 851.071  | Ciudad Guayana        | 816.560  |
| 3   | Cedeño            | 105.469  | Caicara del Orinoco   | 66.315   |
| 4   | El Callao         | 29.251   | El Callao             | 29.214   |
| 5   | Gran Sabana       | 40.572   | Santa Elena de Uairén | 30.000   |
| 6   | Heres             | 380.953  | Ciudad Bolívar        | 375.085  |
| 7   | Padre Pedro Chien | 16.215   | El Palmar             | 15.521   |
| 8   | Piar              | 117.000  | Upata                 | 125.000  |
| 9   | Roscio            | 27.523   | Guasipati             | 21.165   |
| 10  | Sifontes          | 44.576   | Tumeremo              | 35.655   |
| 11  | Sucre             | 34.426   | Maripa                | 19.754   |

| Detailkaart                                                                             |
| --------------------------------------------------------------------------------------- |
| Brazilië Guyana Amazonas Apure Guárico Anzoátegui Delta Amacuro 1 2 3 4 5 6 7 8 9 10 11 |
| Gemeenten                                                                               |